# Win Labuda
Win Labuda (* 26. Juni 1938 in Danzig, eigentlich: Winfried Gerhard Labudda) ist ein deutscher Forscher, Wissenschaftsfotograf und Unternehmer.

## Forschung
Labuda gründete 1979 das Unternehmen Clear & Clean GmbH in Lübeck und widmete sich fortan der Erforschung der Oberflächenreinheit im Zusammenhang mit der Mechanik wischender Reinigungsvorgänge. Labuda entwickelte zu diesem Zweck eine Reihe von Prüfmethoden und Geräten.
Er ist Autor und Mitautor zahlreicher Patentschriften und umfangreicher Fachliteratur, die neben zahlreichen Netzpublikationen zumeist von den Verlagen VDI-Verlag, GIT Verlag und Wiley-VCH Verlag herausgegeben wurde.

## Bildnerisches Werk
Seit den 1950er Jahren umfangreiches, fotografisches Werk. Ausstellungstätigkeit seit 1981 in München, Paris, Tokio, Düsseldorf und New York.
Im Jahr 2012 Fotoband Reise zum Anfang der Zeit. Ein fotografischer Zyklus in vier Serien, mit einem Vorwort von Dr. Ludger Derenthal. Verlag Kettler, Bönen. Der fotografische Bilderzyklus reflektiert vier Abschnitte der Erd- und Menschheitsgeschichte aus künstlerischer Sicht, (160 Seiten, 64 Abbildungen, Format 30 × 30 cm, Leineneinband mit Schutzumschlag) Deutsch (ISBN 978-3-86206-135-8), auch Englisch, Französisch und Japanisch.
Ab 1982 außerdem Zeichnungen, Grafiken, Reliefs und Skulpturen.
Win Labuda ist zusammen mit Nadja Labuda Autor einer Reihe von Netzpublikationen zu den Themen Fotografie, Malerei und Grafik.